# Вяртсиля
Вя̀ртсиля (на руски: Вяртсиля, на карелски: Värtsilä) е посьолок в северната част на Европейска Русия, част от Сортавалски район на Република Карелия. Населението му е около 3 000 души (2019).
Разположен е на 101 метра надморска височина на Западнокарелското възвишение, на границата с Финландия и на 52 километра северно от Сортавала. Селището се споменава за пръв път през 1499 година. След разпадането на Руската империя е в границите на Финландия и е завладяно отново от Русия след Съветско-финландската война през 1940 година. След това там е създаден концентрационен лагер и металообработвателен завод, действащ до наши дни.

## Известни личности
Родени във Вяртсиля
- Алес Бяляцки (р. 1962), беларуски общественик